# هربرت بیکس
هربرت پی، بیکس (انگلیسی: Herbert P. Bix؛ زادهٔ ۲۱ سپتامبر ۱۹۳۸) تاریخ‌نگار، و جامعه‌شناس اهل ایالات متحده آمریکا است.